# 鷹峯

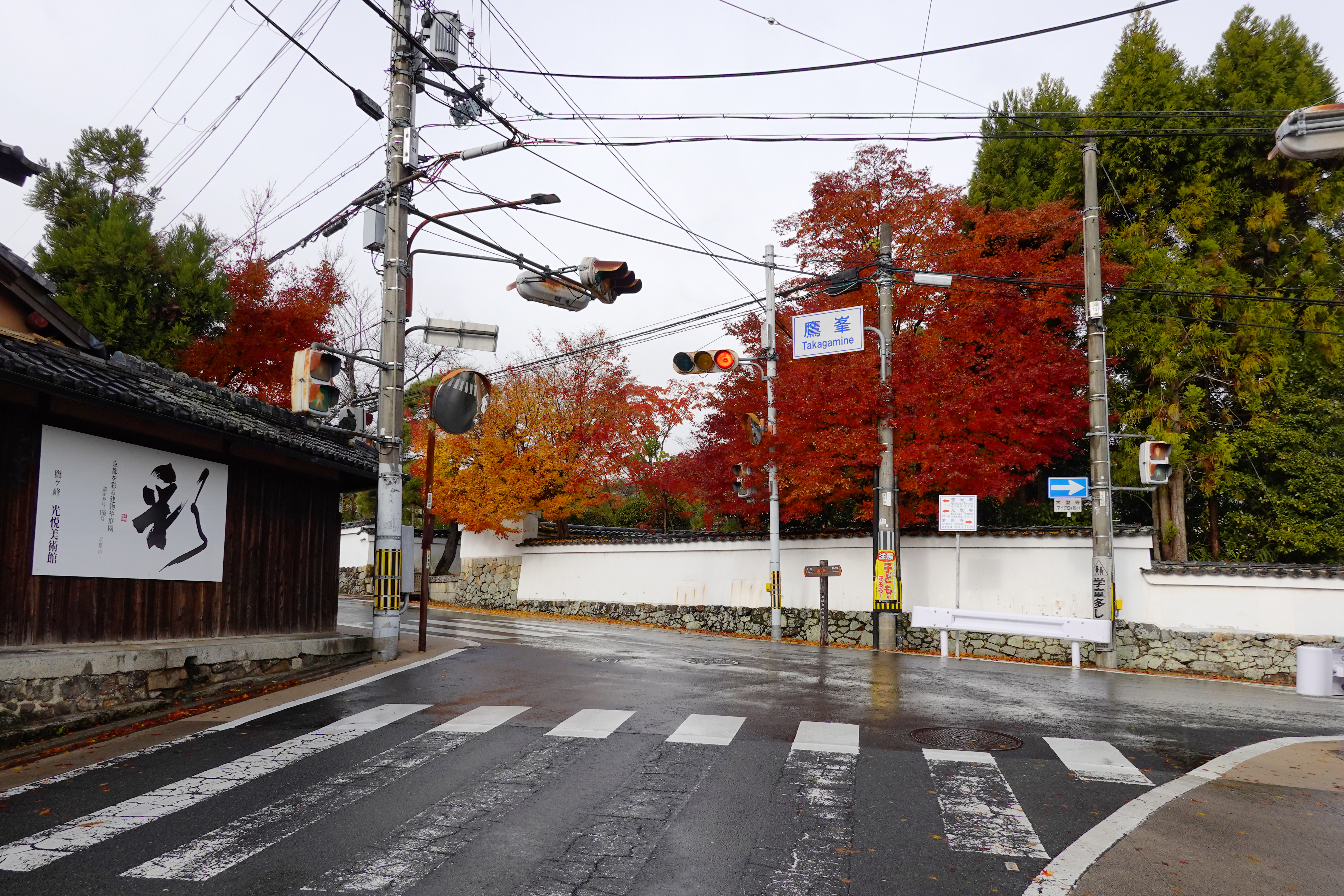
鷹峯交差点、源光庵前

鷹峯（たかがみね）は、京都市北区の鷹峯街道（京都府道31号西陣杉坂線）を中心に広がる地域名である。また、その西南方に連なる丘陵の名称でもある。本項では同地域にかつて存在した愛宕郡鷹峯村（おたぎぐん たかがみねむら）についても述べる。

## 概要

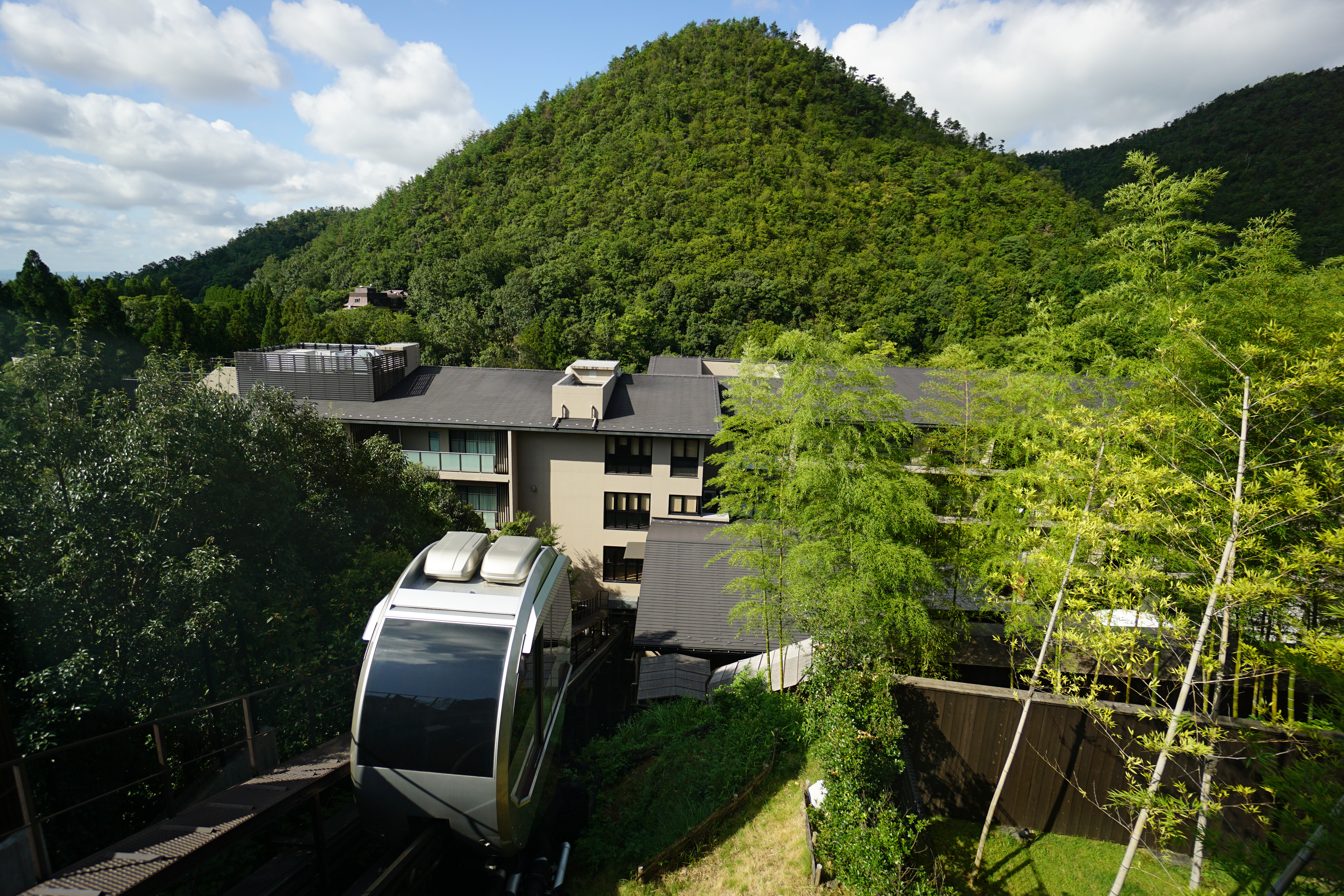
鷹峯、しょうざんリゾート京都

京都市北区南西部に位置し、右京区と接している。京の七口の一つである長坂口（ながさかぐち）から丹波国、若狭国へ続く、かつての鯖街道の入口にあたる。1780年（安永9年）に刊行された『都名所図会』（みやこめいしょずえ）では、街道を往来する人物が複数描かれ、その半数が荷物を担いでいる様子が窺え、鷹峯地域が物資輸送上、重要であったことを示唆している。
南東から北西にかけて細長く広がり、東に隣接する大宮学区とほぼ並行している。地域の東側は鷹峯街道沿いの台地に、西側は天神川（紙屋川）沿いに谷間の狭隘地になっている。それらの北西後方には杉阪集落に至るまで、小高い丘陵が広がる。
後述の通り、江戸時代より御典医藤林氏が、当地に広大な薬草園を開いて野菜を栽培したことから、京の伝統野菜の名産地としても知られる。辛味大根・聖護院大根、朝鮮人参、唐辛子（鷹峯とうがらし）、鷹峯ねぎ、鹿ケ谷南瓜（ししがたにかぼちゃ）など、主な京野菜が今日でも栽培されている。
鷹峯学区には、2010年（平成22年）4月現在で1929世帯、4319人が居住している。以前盛んであった紋彫りなどの西陣織関係や農林業従事者が減少する一方、宅地開発が進み、会社員世帯が増加している。学区内の教育機関としては、京都市立鷹峯小学校ほか、幼稚園1園、保育所2箇所が設置されている。少子化が進む中で、鷹峯小学校の児童数は2009年（平成21年）に202人と、2001年（平成13年）の児童数266人に比べ、8年間で約4分の3に減少している。

### 鷹峯三山
大文字山（左大文字）の北方に位置し、当地西方に連なる丘陵をいう。東から鷹峯（鷹ケ峰、たかがみね）、鷲峯（鷲ケ峰、わしがみね）、天峯（天ケ峰、てんがみね）と称する。古文書に複数記載されるなど、かねてより多くの人に親しまれてきた。花札の8月の絵札でおなじみの「芒」は、この鷹峯の山を模したものとされる。
ちなみに、鷹峯三山自体は隣の衣笠地域内にあり、現在の所在地名「大北山鷲峯町」に名を残している。

## 歴史

### 遊猟の地
古来、現在の鷹峯およびその周辺地域一帯は「栗栖野」（くるすの）と呼ばれていた。この栗栖野の一角に、高岑寺（たかがみねじ、たかみねじ）という名称の寺院が存在したとされるが、その具体的な所在地は分かっていない。
平安時代には、代々の天皇が都に程近いこの栗栖野に行幸し、遊猟、鷹狩に興じていたという。鷹狩の鷹を捕捉できる場所として知られたこの地の名称「高岑」が、いつしか「鷹峯」に変化したものと考えられている。
なお、当地には「かつて丹波国愛宕神社（元愛宕）の分霊が祀られ、781年（天応元年）に和気清麻呂の請願で、慶俊（きょうしゅん、けいしゅん）が嵯峨山（現在の愛宕山）山上に移して愛宕神社を中興した」との説も残る。

### 集落の誕生

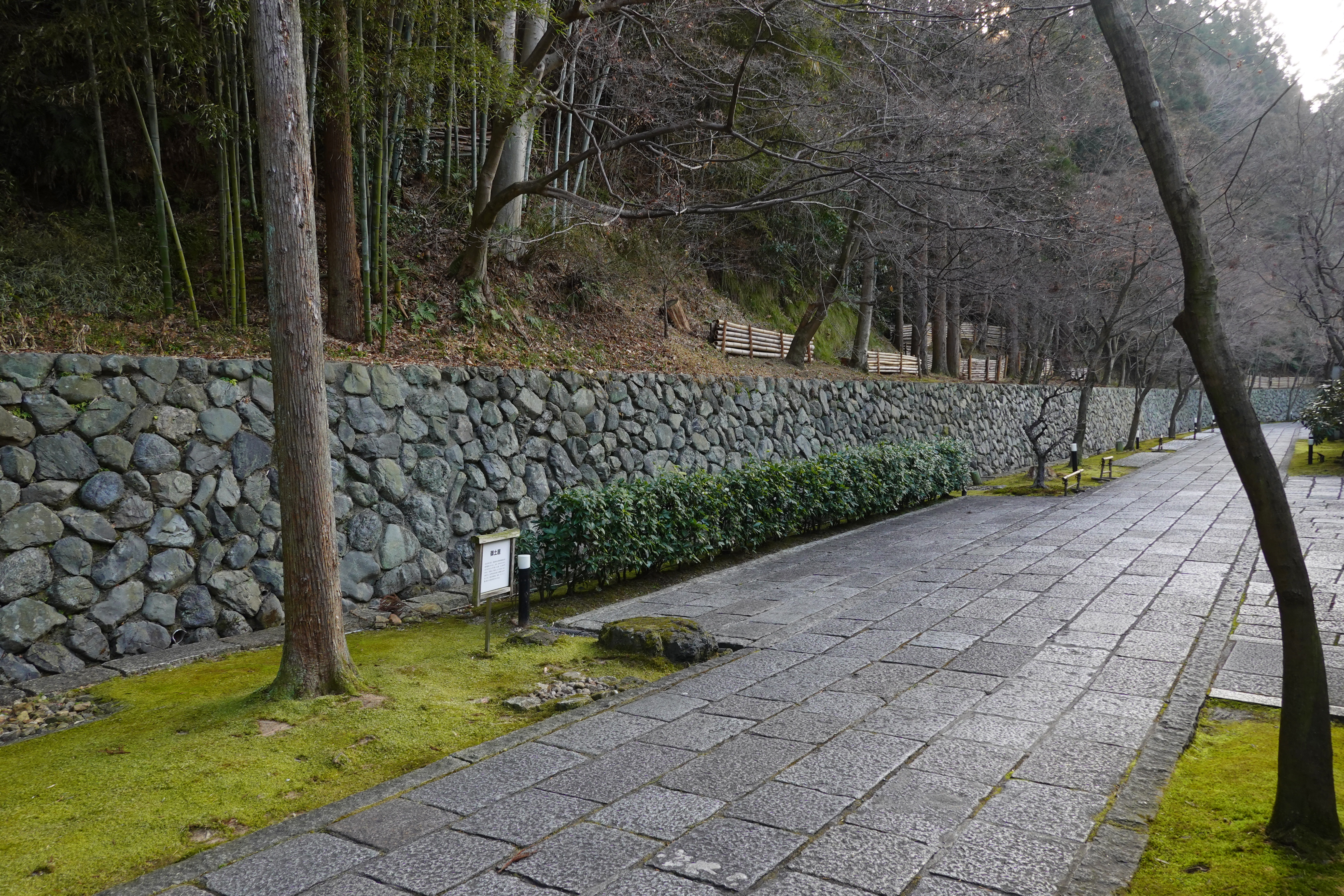
鷹峯御土居（国指定史跡）

1591年（天正19年）豊臣秀吉が外敵の侵入に備えて御土居を構築。洛外とされた当地の治安は、辻斬りや追いはぎが出没するなど、相当に悪化していたとされる。
1615年（元和元年）に、辺土への居住を希望していた本阿弥光悦が、徳川家康より御土居以北の約8、9万坪の原野を拝領して、一族縁者を引き連れて移り住んだ。こうして、鷹峯の地に集落（いわゆる光悦村）が形成され、光悦屋敷を中心として街路に面した家々が立ち並んだ。光悦を慕う芸術家や豪商も移り住んで、京都の芸術・文化の一大拠点となった。
一方、御土居付近以南は、1640年（寛永17年）に、御典医藤林道寿の一族が広さ約1.2haの薬草園「鷹ケ峰薬園」を開いて管理経営し、辛味大根、朝鮮人参、唐辛子をはじめとする野菜を栽培して幕府に納めたという。
その後、本阿弥家が土地を幕府に返上してこの地を離れたことにより、18世紀初頭に貝原益軒が著した『京城勝覧』では、一時的に賑わいが衰えた様子が伝わる。一方、上述の『都名所図会』には、光悦寺、妙秀寺、常照寺といった法華宗寺院の存在により、宗教色の濃い集落が形成されていた様子が描かれている。

### 近代
1869年（明治2年）に光悦村、千束村および背面の山域（一ノ坂・石拾い・堂の庭）が合併して西紫竹大門村となり、1884年（明治17年）には上ノ町、木ノ畑村、蓮台野村を編入し鷹ケ峯村（鷹峰村）となった。1892年（明治25年）1月29日に、字蓮台野ほか同村の一部地区が野口村（後の鷹野町、今の楽只学区域）として分立した。
20世紀に入り、右京区福王子から高雄を経て北区中川、小野郷へ抜ける周山街道が開通したことを嫌気して、当地の商家が続々と京都市中心部へ移転。鷹峯街道往来の活気は、にわかに失われたとされる。
1931年（昭和6年）に京都市上京区に編入され、1955年（昭和30年）に分区・新設の北区に含められた。
鷹峯街道沿いの鷹峯小学校の標高は約160m。これは八瀬のケーブル八瀬駅と同じで、昭和40年代の宅地開発のピーク時には「京の軽井沢」「百万ドルの夜景」とも宣伝されていた。

## 教育
京都市立鷹峯小学校
1873年（明治6年）に「愛宕郡西紫竹大門校」として創立。時期は不明ながら、1885年（明治18年）までに「愛宕郡第三番学区鷹峯校」と校名が改称された。現在の在籍生徒数は約200名。かつて校内敷地が狭かったため、運動場とプールが校舎敷地から離れた場所に設置され、その都度移動しなければならなかった。そのため、2007年（平成19年）10月より敷地拡張と運動施設造成工事が順次進められ、2011年（平成23年）6月に約6150㎡の新運動場、約370㎡の野外学習施設棟、プールおよびテニスコートが校舎敷地に隣接して整備された。

## 名所・旧跡

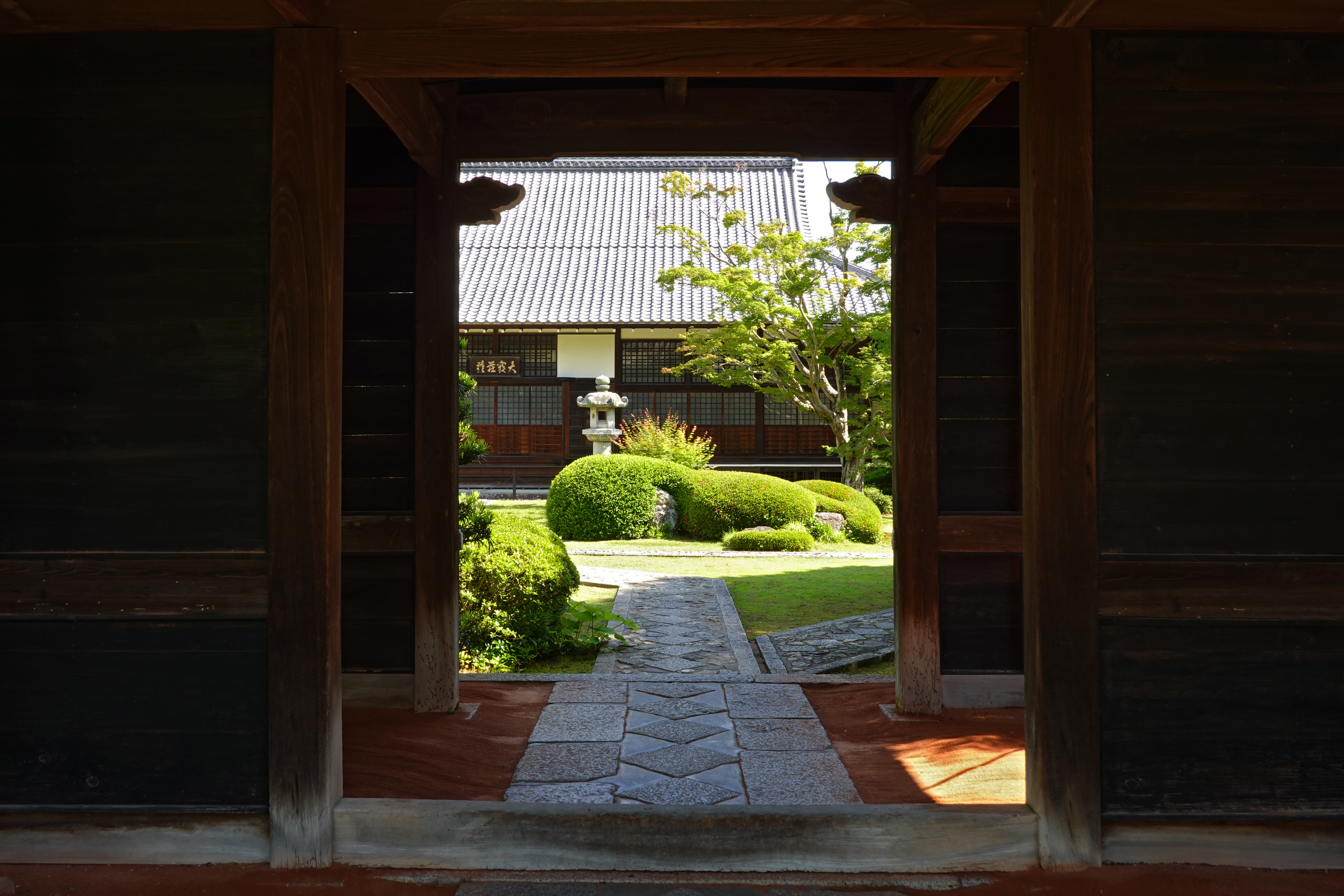
源光庵

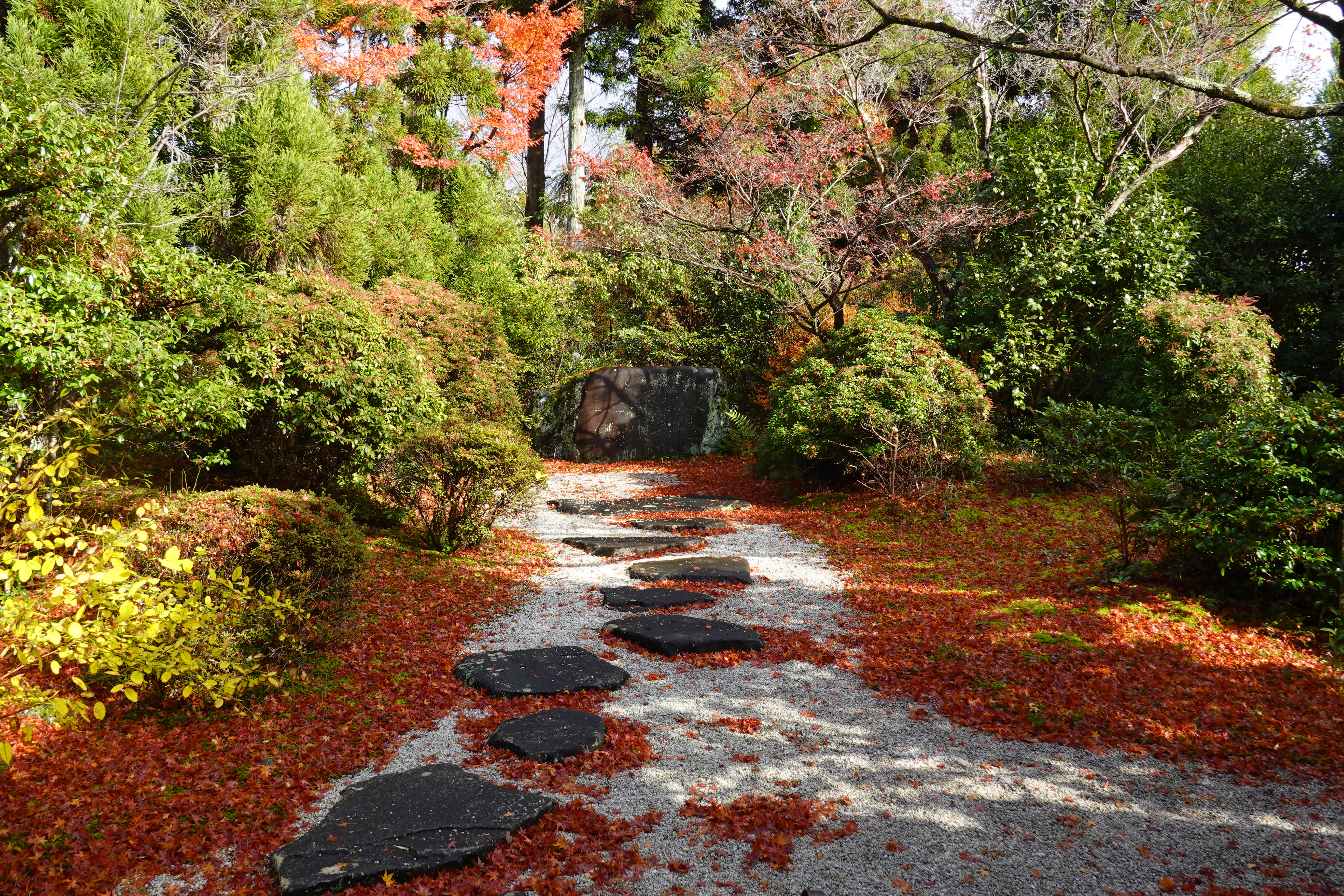
常照寺・帯塚

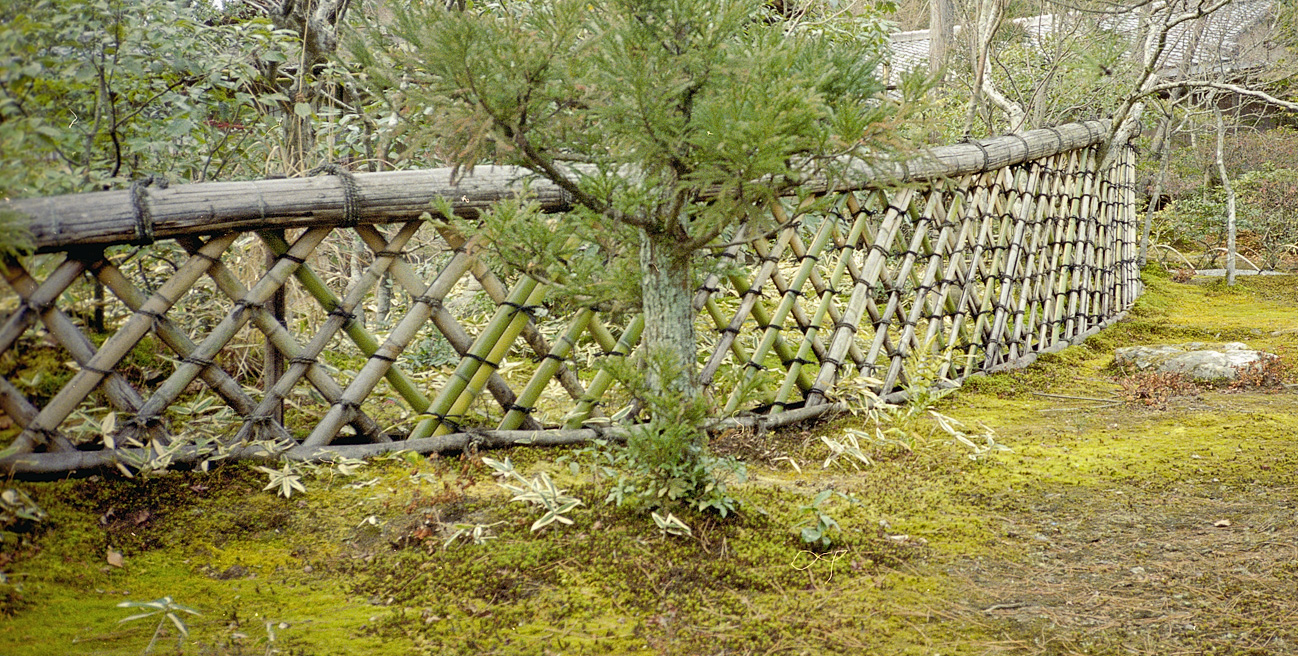
光悦寺・光悦垣

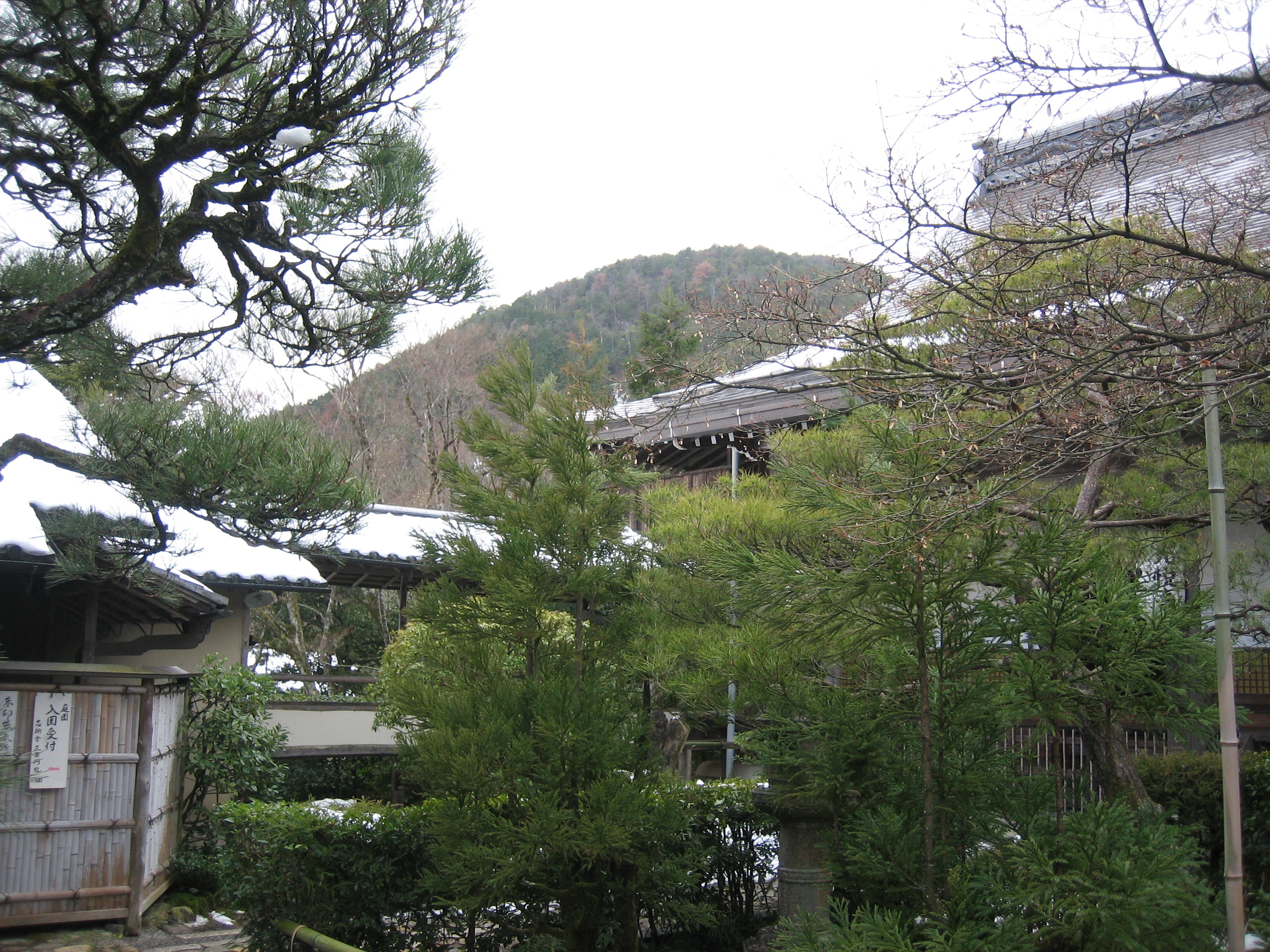
光悦寺から鷹峯を望む

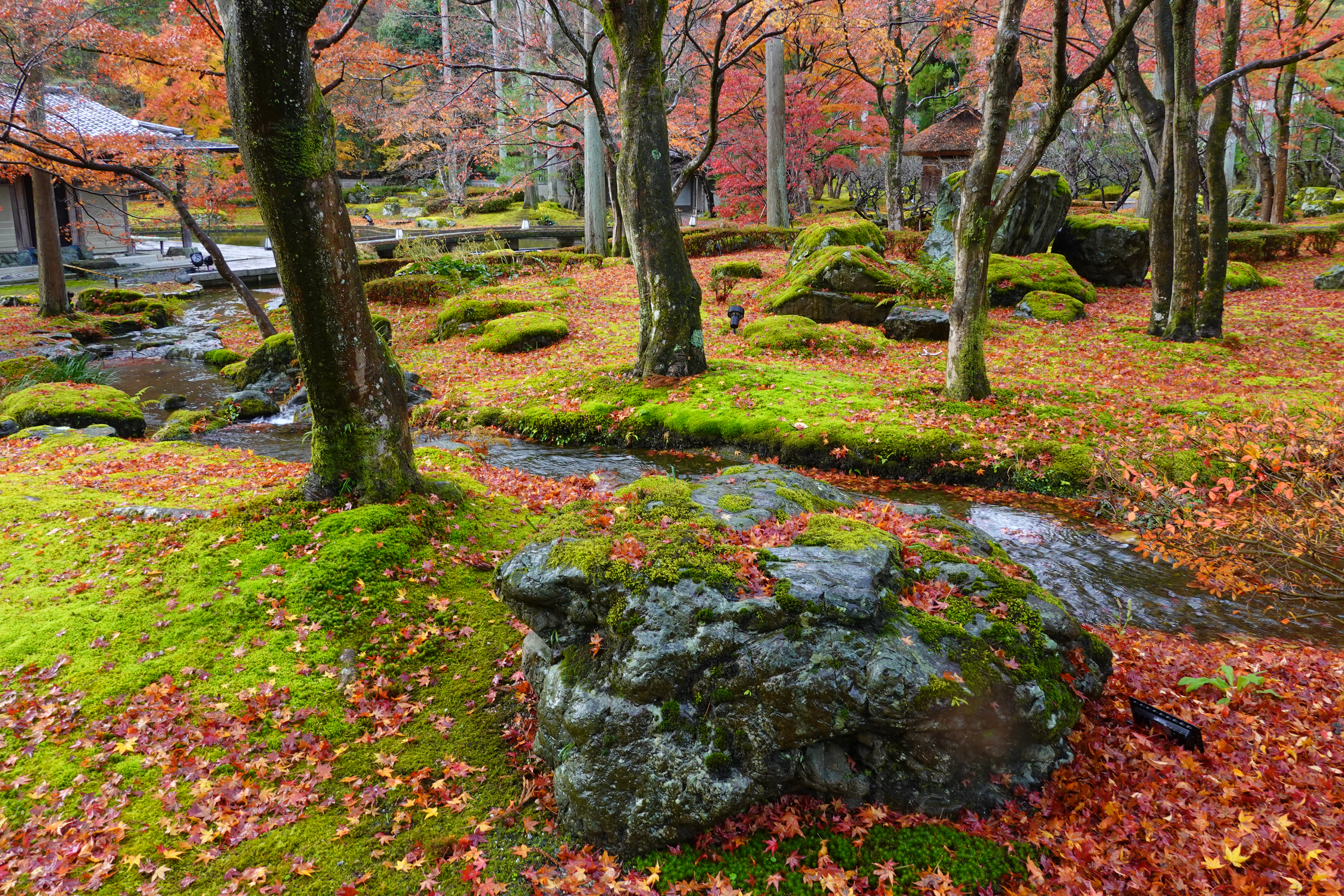
しょうざん光悦芸術村・北庭

鷹峰山源光庵（ようほうざんげんこうあん）
曹洞宗。1346年（貞和2年）に徹翁義亨が隠居所として創建した。当初は臨済宗に属していたが、1694年（元禄7年）に加賀国大聖寺の卍山導山（まんざんどうはく）が再興し改宗した。本堂天井は伏見城の遺構で、関ヶ原の戦いで東軍についた鳥居元忠とその家臣が自刃した床を用いた血天井である。その他、北山を借景とする枯山水庭園、仏教の真理を示す円形の「悟りの窓」と四角い「迷いの窓」が有名。境内の「稚児井戸」（ちごいど）からは今も清水が湧く。
寂光山常照寺（じゃっこうざんじょうしょうじ）
日蓮宗。1616年（元和2年）に光悦が土地を寄進し、その子光瑳の発願により、日蓮宗の日乾（にちけん）を開山として創建された。日乾に帰依した吉野太夫ゆかりの寺として知られるほか、1969年（昭和44年）全国初の「帯塚」が建立された。
鶏足山讃州寺（けいそくざんさんしゅうじ）
臨済宗。鷹峯千束町にたたずむ。もと室町幕府管領・細川讃岐守成之の創建とされ、現在の上京区讃州寺町（西洞院一条下ル）にあった。1652年（慶安5年）、京都所司代板倉重宗の命で、大徳寺玉林院第二世祥岳禅師により、当地へ移された。現在は玉林院末寺であるが、住職は常駐していない。本堂脇の杉の巨木は圧巻で、樹齢350年は下らないとされる。
大虚山光悦寺（たいきょざんこうえつじ）
日蓮宗。光悦の死後、1656年（明暦2年）に日蓮宗の日磁（にちじ）を開山として寺となった。光悦の墓、大虚庵を始めとする七つの茶室、大虚庵前に組まれたゆるやかな曲線の竹垣「光悦垣」などが知られる。
しょうざん光悦芸術村（しょうざんリゾート京都）。
鷹ヶ峰芸術村跡地に西陣織しょうざんにより建設された回遊式庭園を核とする複合リゾート施設。園内にある料亭「千寿閣」は画家鈴木松年の旧邸が移築されたものである。
清雲山圓成寺
洛陽十二支妙見の一つ

## 名物
鷹峯とうがらし
1943年（昭和18年）頃から当地で栽培が始められた。伏見とうがらしより太く、万願寺とうがらしともやや形が異なる。辛みがなく、肉厚である。ハウスで定植され、夏から秋にかけて収穫、出荷される。栽培の歴史が比較的浅いため、京の伝統野菜ではなくそれに準じるものとされる。
御土居餅
御土居に見立てて考案された、当地内の和菓子店にて販売される羽二重餅である。

## 地域活動
鷹峯ふれあいまつり
体育振興会、女性会、少年補導委員会を始めとする地域住民による模擬店の出店や、児童による演奏が催される学区のイベント。8月第1土曜日に、鷹峯小学校運動場で開催される。
鷹峯の歴史を語る会
鷹峯地域の歴史を探求するとともに、地域内に道標や観光マップ掲示板を設置したり、新しい世代に鷹峯の歴史を語り伝えたりするなど、当地への愛着を深める活動を行っている。
紙屋川を美しくする会
紙屋川の自然の清流を取り戻すため、流域の人々と連携しながら、紙屋川流域の清掃活動や美化啓発の標識の設置などの活動を行っている。
ふれあい事業
学区内の社会福祉協議会を主体に、独居高齢者などを対象として、歩こう会や地元特産の辛味大根を使った餅つき、鷹峯児童公園の清掃、鷹峯小学校の草引き、小学生と高齢者で花を植える事業などを、年4回実施している。
毎年秋季に紙屋川や京見峠を中心とする清掃活動を行うとともに、北山地域不法投棄防止協議会活動に参加し、不法投棄されたゴミの回収にも取り組んでいる。

## 鷹峯ギャラリー

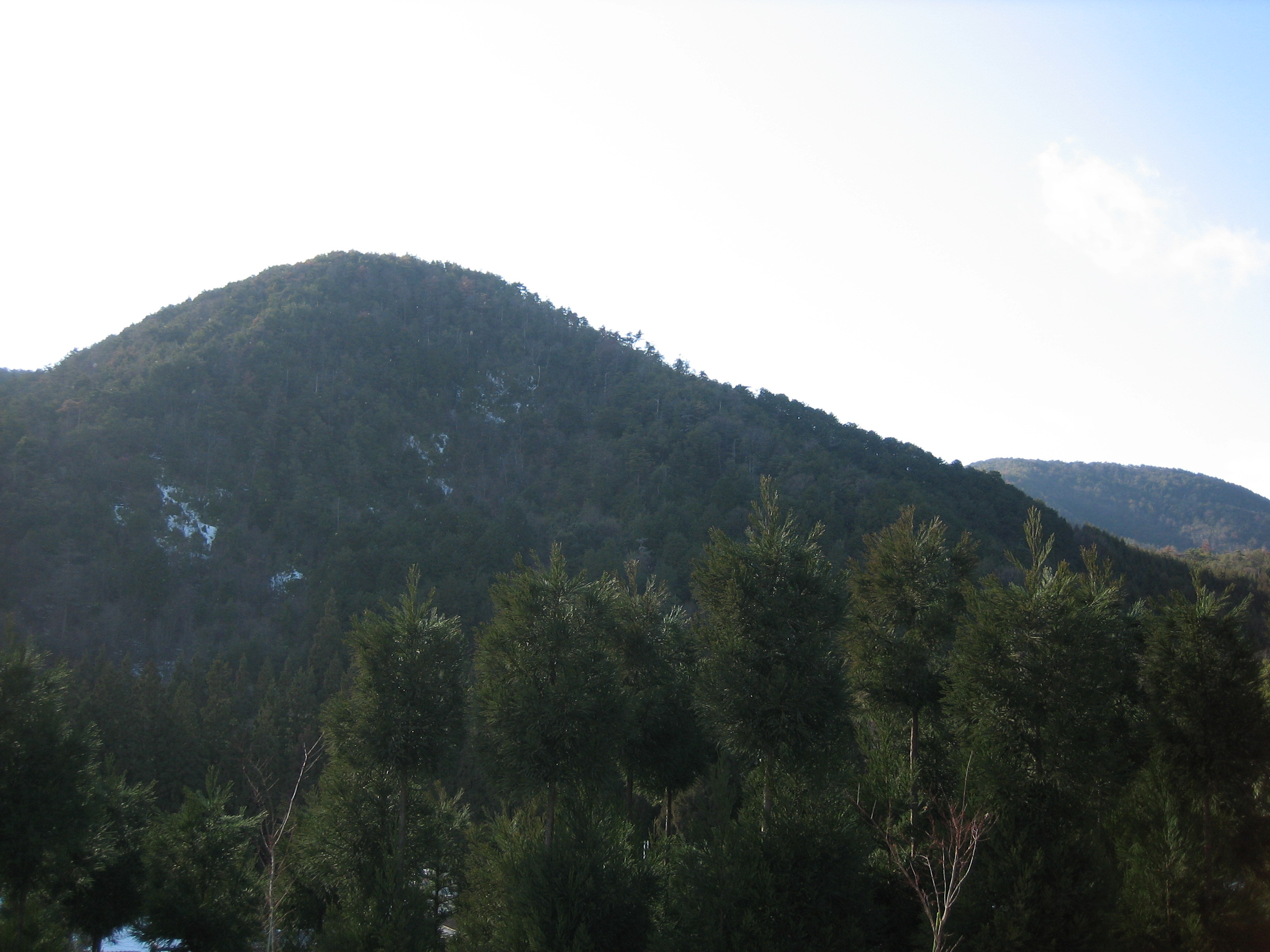
鷹峯三山の一、鷹峯
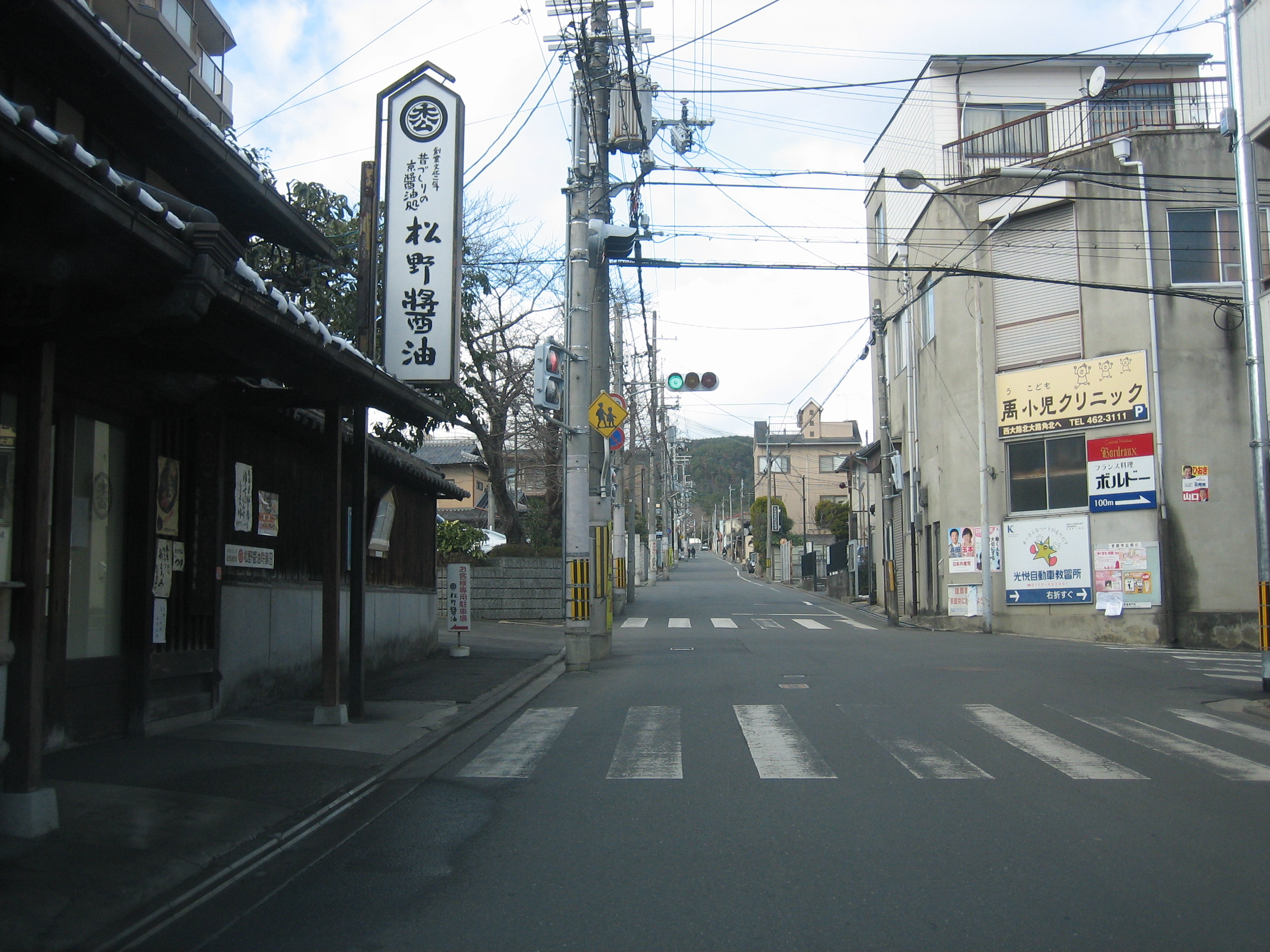
鷹峯街道と町並み
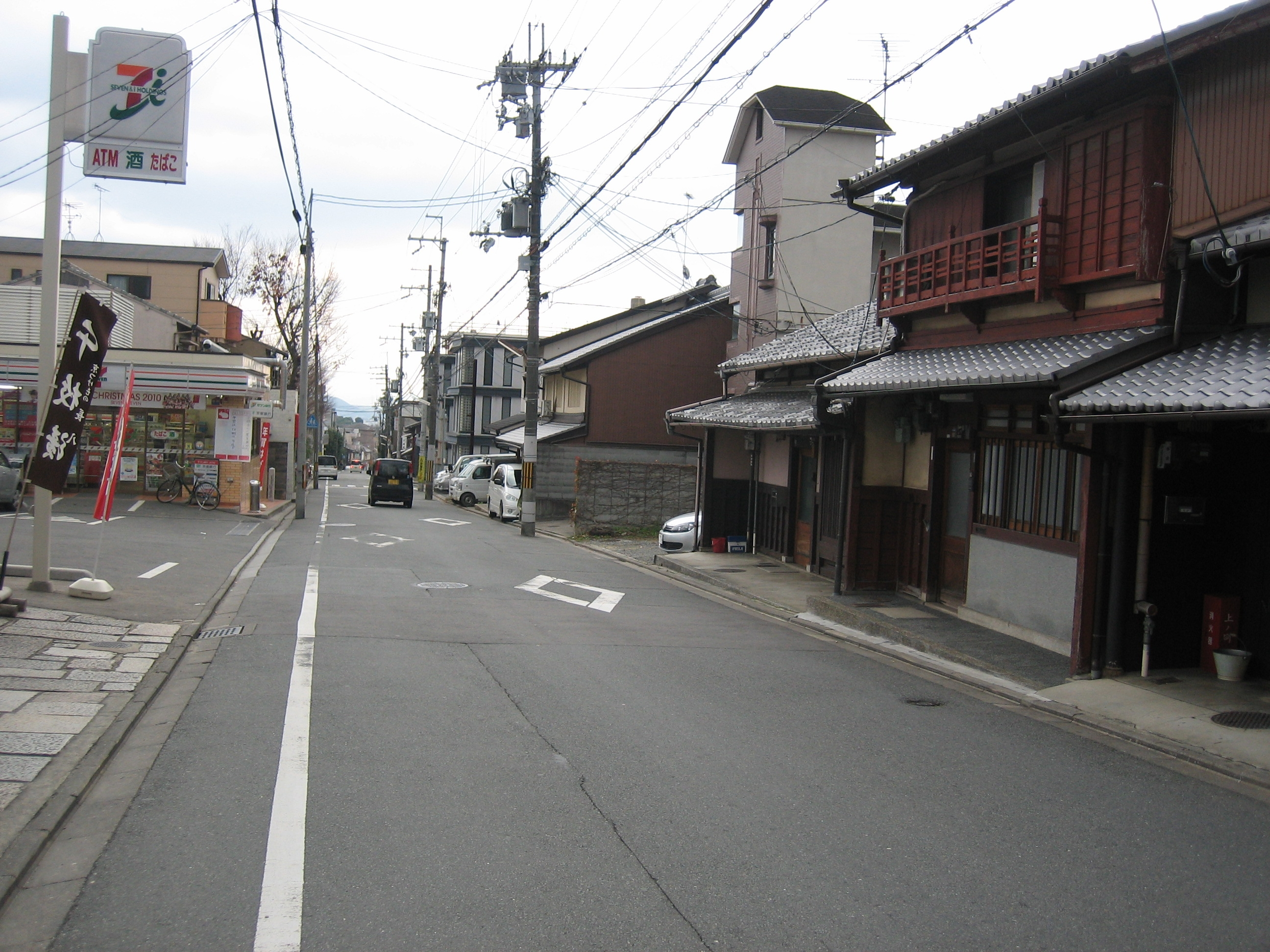
鷹峯藤林町 町名は御典医藤林氏にちなむ
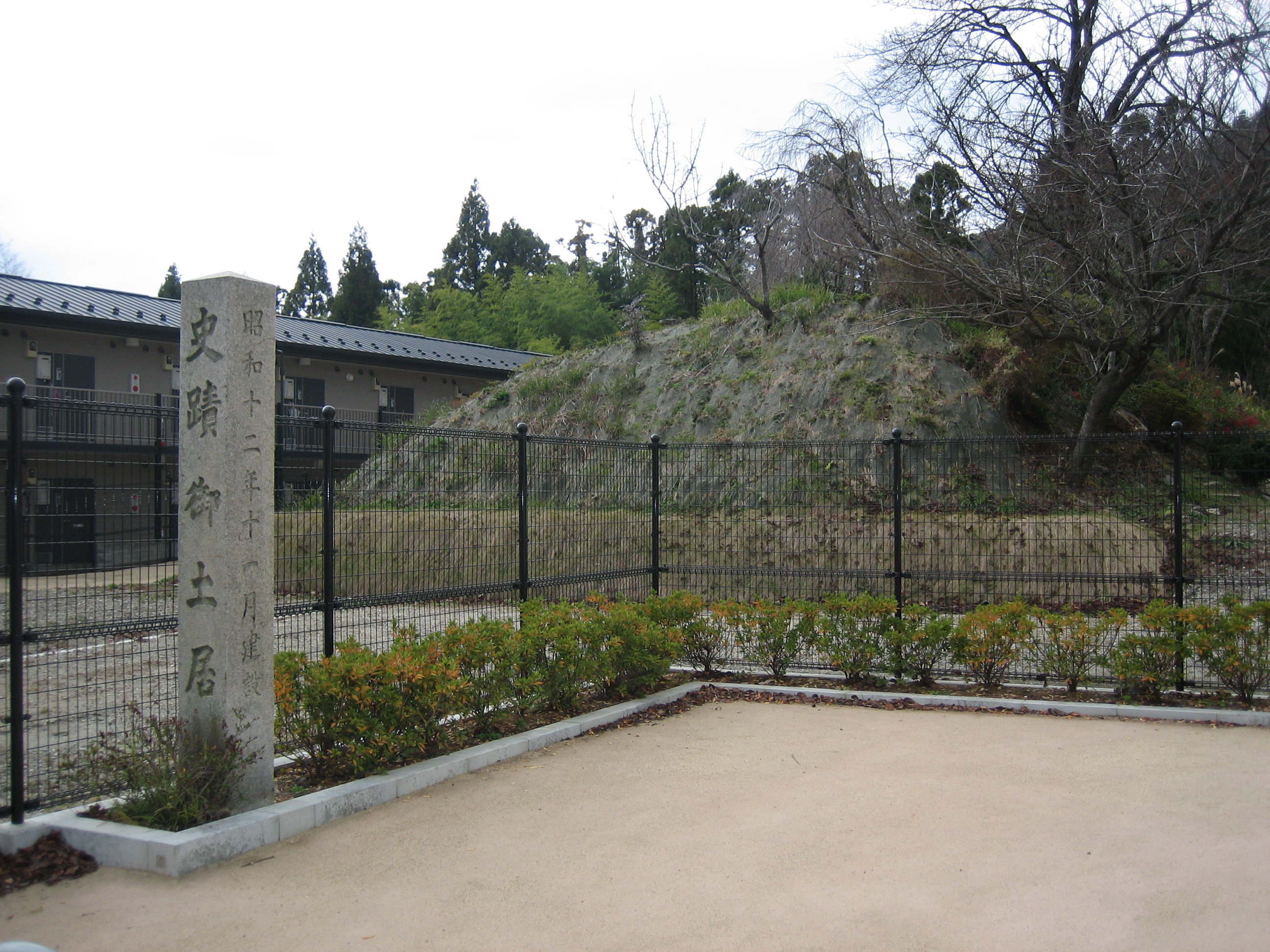
鷹峯旧土居町 御土居跡が随所に残る
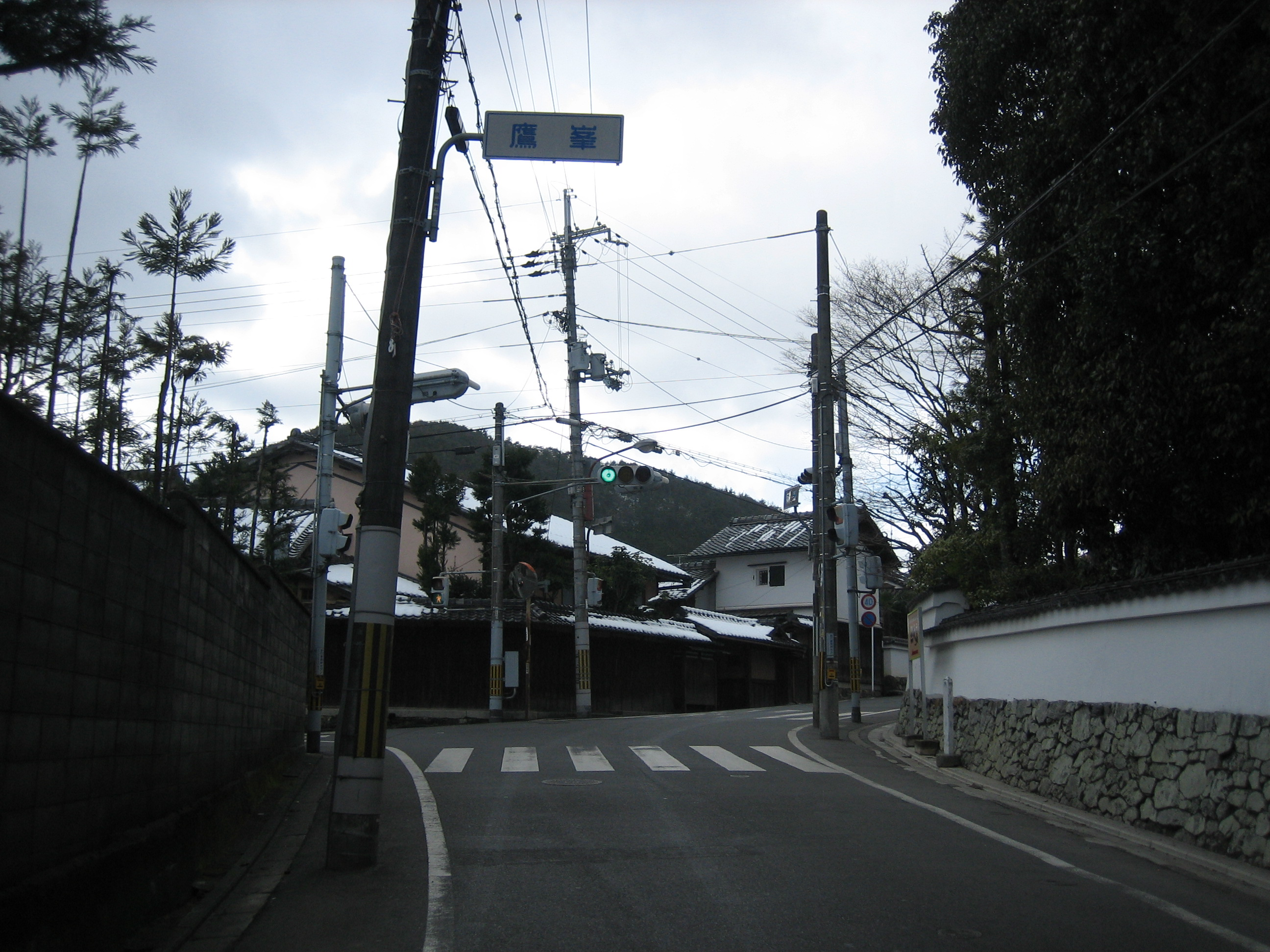
鷹峯交差点から、鷹峯の丘陵を望む
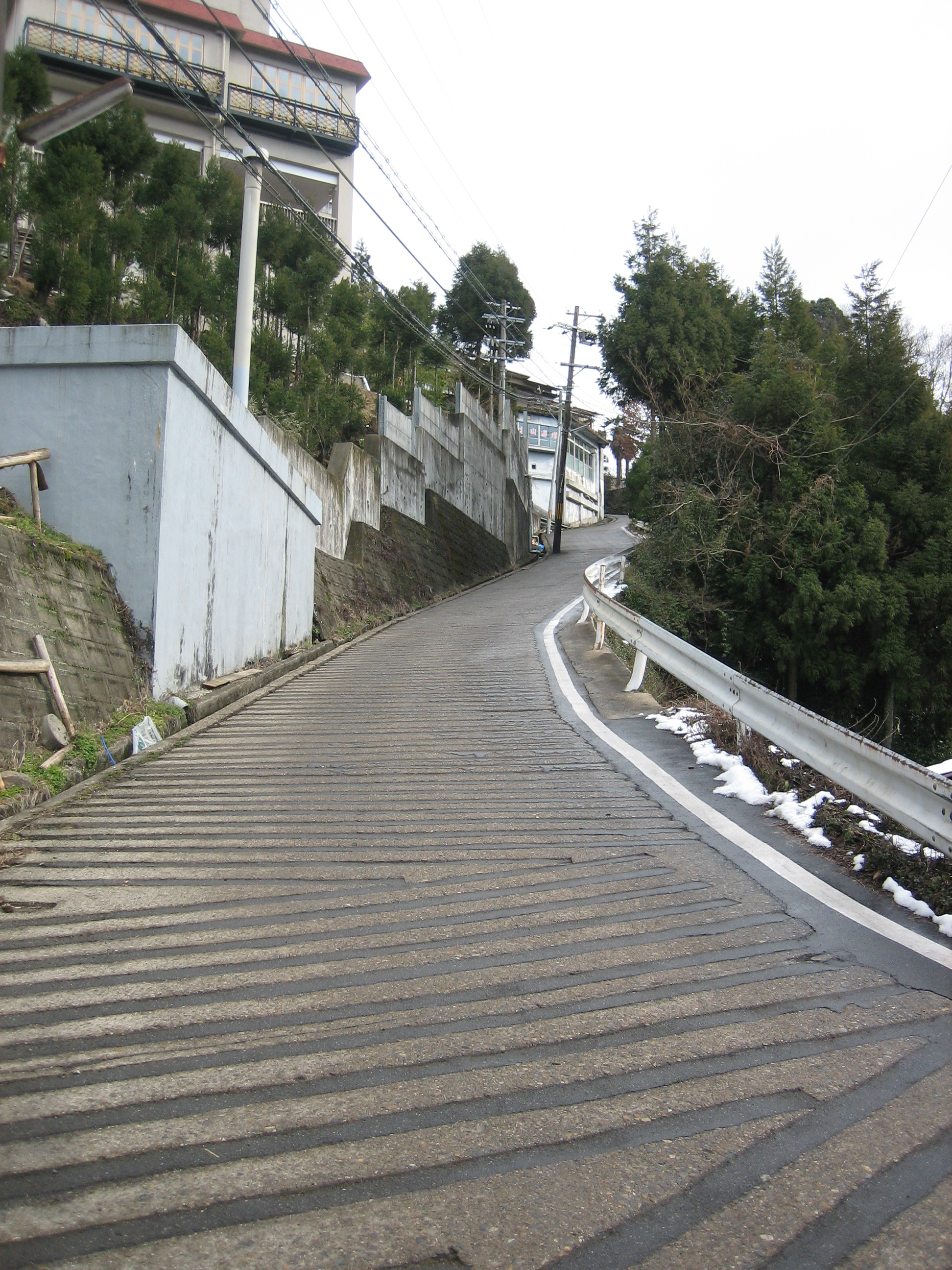
古くより光悦、千束の両集落を結ぶ千束坂（せんぞくざか）
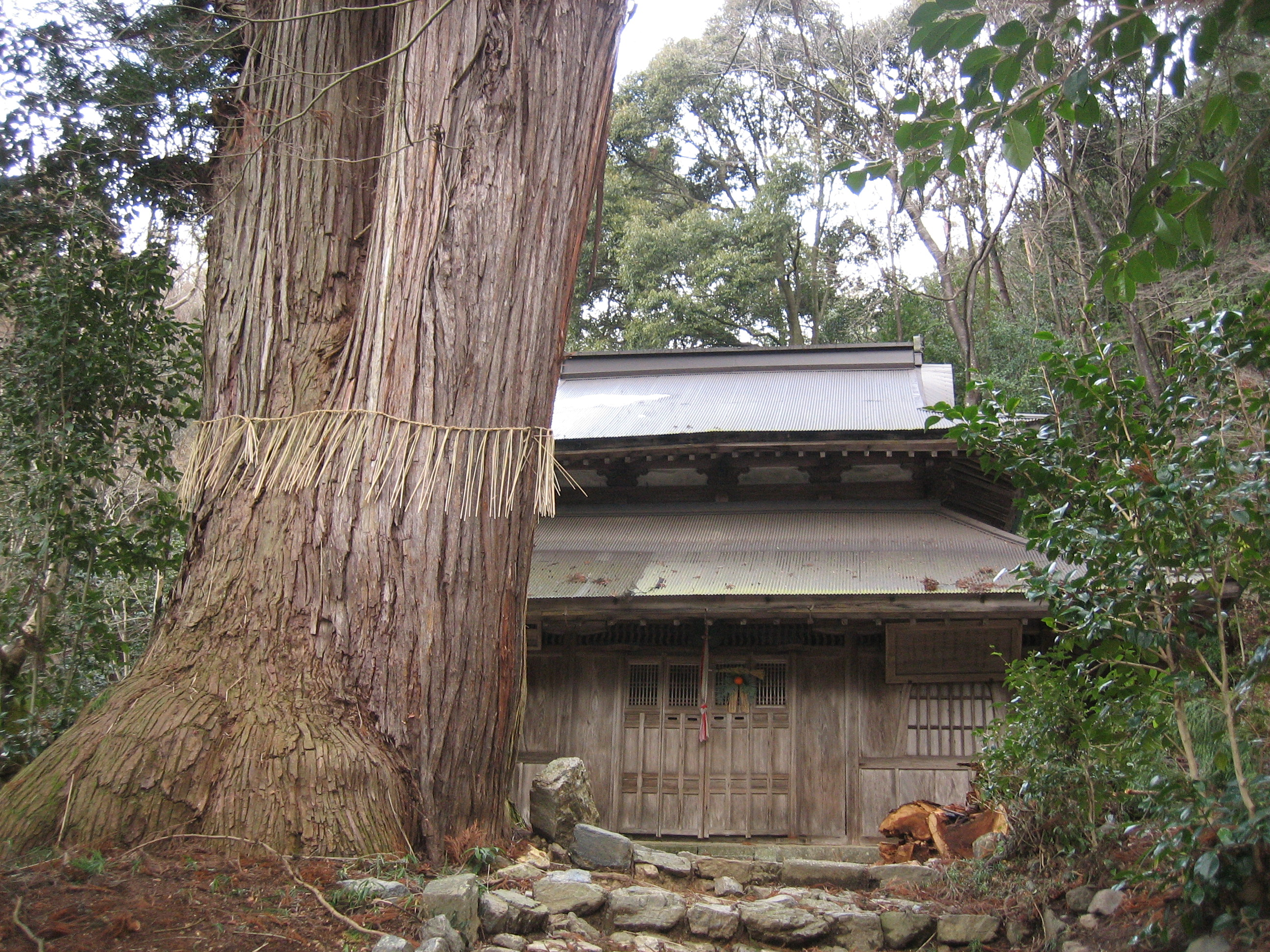
讃州寺本堂と杉の巨木
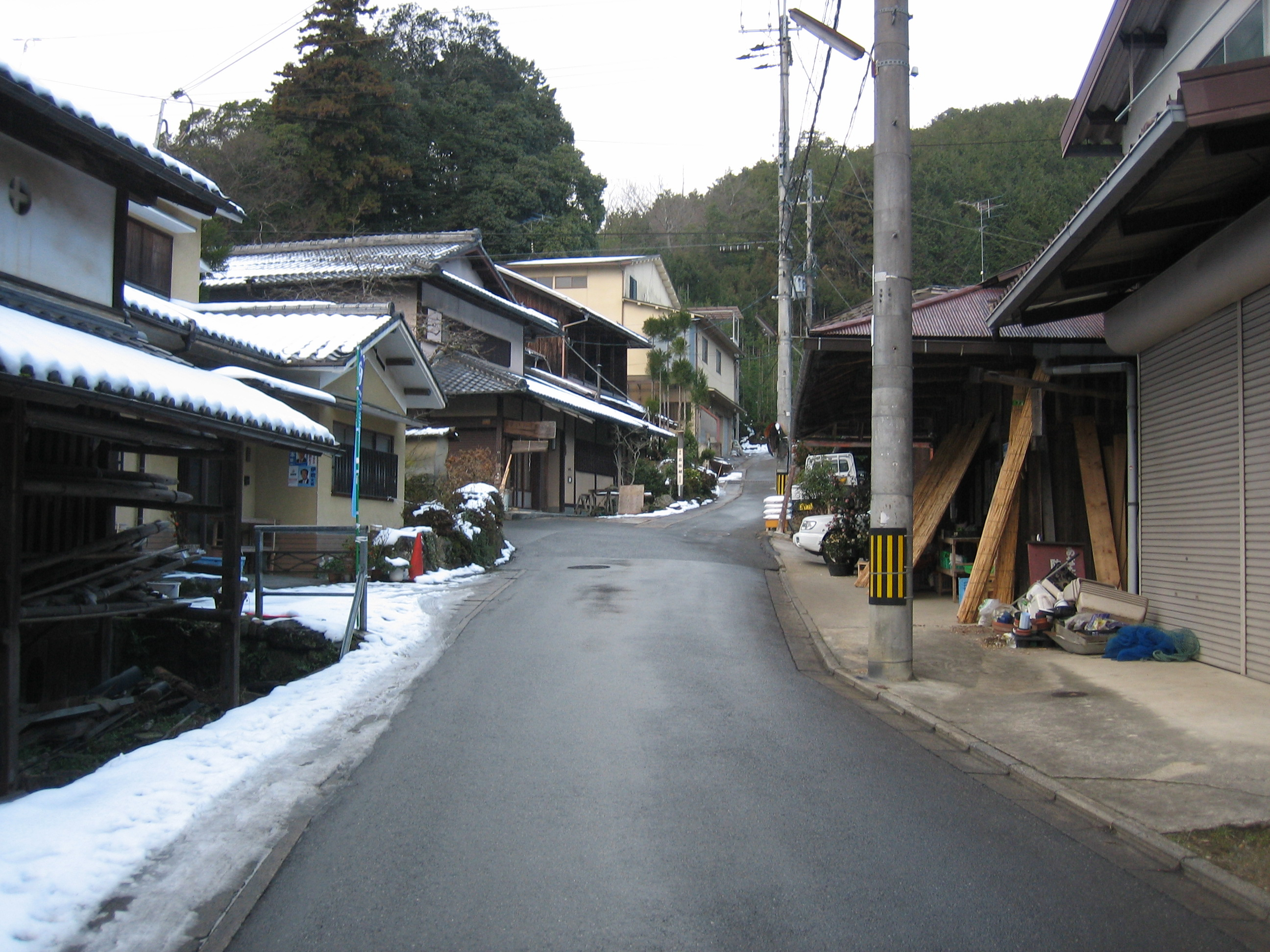
鷹峯千束町 旧長坂道が延びる
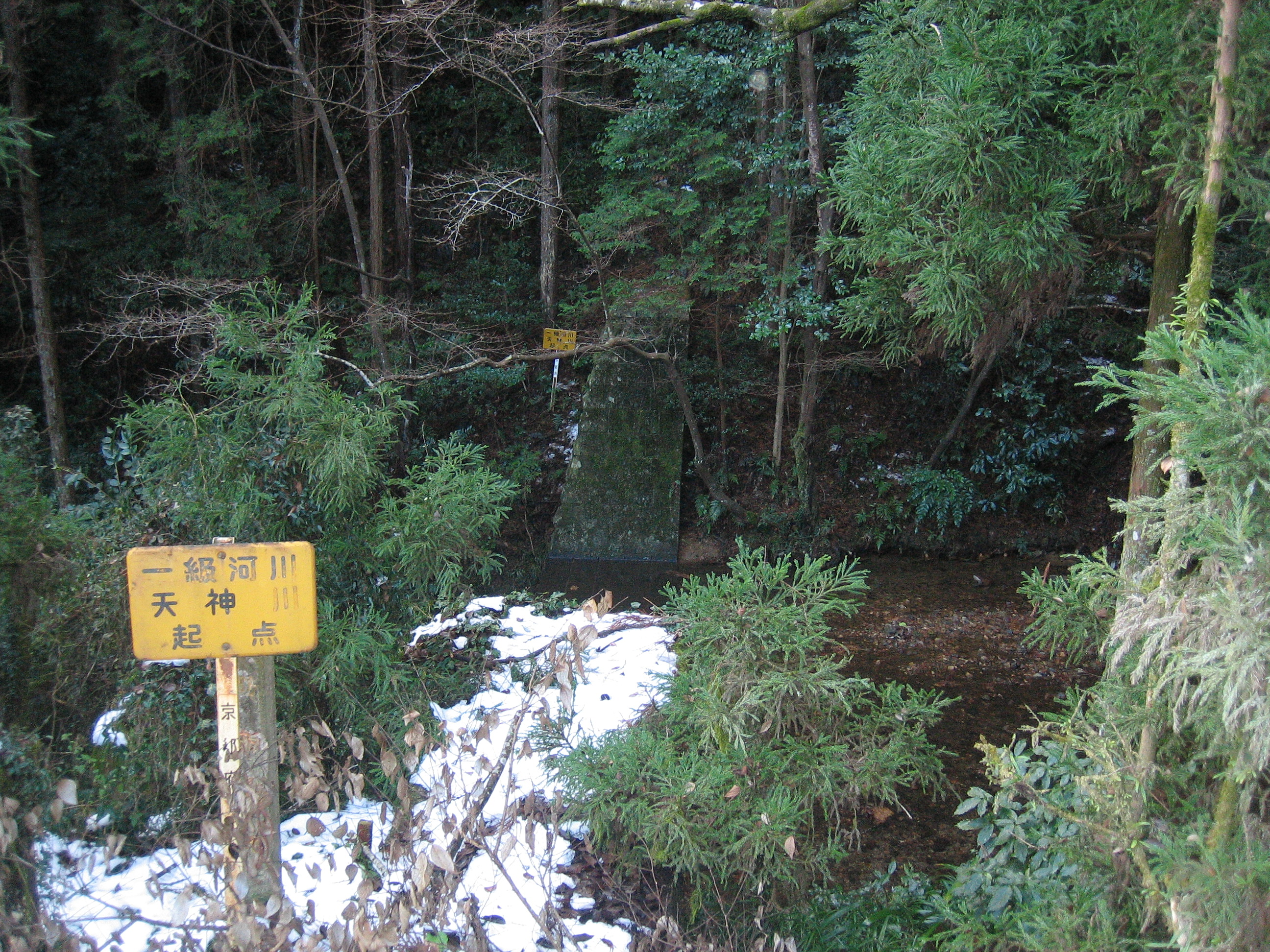
鷹峯千束町 天神川起点